# The Unnamed Feeling
«The Unnamed Feeling» (с англ. — «Безымянное чувство») — песня американской хэви-метал группы Metallica. Песня была выпущена как третий сингл с восьмого студийного альбома St. Anger 12 января 2004 года. Песня, со слов Хэтфилда, о чувстве беспокойства, которое испытывает человек прежде чем запаниковать.
The Unnamed Feeling была выпущена как сингл для Австралийского комьюнити группы. Клип представляет собой видео, где музыканты выступают в практически пустом помещении, сопровождаемые визуальными вырезками, иллюстрирующие людей, которые испытывают то самое «Безымянное чувство».
На обложке большинства синглов альбома St Anger был изображен «монстр» из их песни "Some Kind of Monster"
Однако, обложка этого сингла была выбрана по средствам конкурса, где австралийские фанаты группы  могли бы сами нарисовать обложку для сингла. Победителем конкурса стал Луис Клавериа. Его работа была подписана членами группы и помещена в рамку. Впоследствии работы всех четырех финалистов были помещены на эксклюзивный постер сингла.
| №  | Название                                                | Длительность |
| -- | ------------------------------------------------------- | ------------ |
| 1. | «The Unnamed Feeling»                                   | 7:10         |
| 2. | «The Four Horsemen» (Live at Le Bataclan, Париж, 2003)  | 5:30         |
| 3. | «Damage, Inc.» (Live at Le Bataclan, Париж, 2003)       | 4:59         |
| 4. | «Leper Messiah» (Live at Le Bataclan, Париж, 2003)      | 6:24         |
| 5. | «Motorbreath» (Live at Le Boule Noire, Париж, 2003)     | 3:13         |
| 6. | «Ride the Lightning» (Live at Le Bataclan, Париж, 2003) | 7:31         |
| 7. | «Hit the Lights» (Live at Trabendo, Париж, 2003)        | 4:10         |
| 8. | «The Unnamed Feeling» (CDROM Video)                     |              |

| №  | Название                                               | Длительность |
| -- | ------------------------------------------------------ | ------------ |
| 1. | «The Unnamed Feeling»                                  | 7:10         |
| 2. | «The Four Horsemen» (Live at Le Bataclan, Париж, 2003) | 5:31         |
| 3. | «Damage, Inc.» (Live at Le Bataclan, Париж, 2003)      | 5:00         |
| 4. | «The Unnamed Feeling» (CDROM Video)                    |              |

| №  | Название                                                | Длительность |
| -- | ------------------------------------------------------- | ------------ |
| 1. | «The Unnamed Feeling»                                   | 7:10         |
| 2. | «Hit the Lights» (Live at Le Trabendo, Париж, 2003)     | 4:10         |
| 3. | «Ride the Lightning» (Live at Le Bataclan, Париж, 2003) | 7:31         |
| 4. | «Motorbreath» (Live at Boule Noire, Париж, 2003)        | 3:13         |

| №  | Название               | Длительность |
| -- | ---------------------- | ------------ |
| 1. | «The Unnamed Feeling»  | 7:10         |
| 2. | «Leper Messiah» (Live) | 6:24         |

| №  | Название                                                 | Длительность |
| -- | -------------------------------------------------------- | ------------ |
| 1. | «The Unnamed Feeling»                                    | 7:09         |
| 2. | «Frantic» (UNKLE Reconstruction - Artificial Confidence) | 6:48         |

| №  | Название                                                        | Длительность |
| -- | --------------------------------------------------------------- | ------------ |
| 1. | «The Unnamed Feeling»                                           | 7:11         |
| 2. | «Dirty Window» (Live at the Big Day Out, Gold Coast, 2004)      | 5:31         |
| 3. | «Master of Puppets» (Live at the Big Day Out, Gold Coast, 2004) | 8:32         |
| 4. | «Battery» (Live at the Big Day Out, Gold Coast, 2004)           | 5:42         |

## Участники записи
- Джеймс Хетфилд — вокал, гитара
- Ларс Ульрих — ударные
- Кирк Хэммет — гитара, бэк-вокал
- Боб Рок — бас-гитара
- Роберт Трухильо - бас-гитара, бэк-вокал (концертные песни)

## Чарты
| Чарт (2003—2004)                           | Позиция |
| ------------------------------------------ | ------- |
| Австралия (ARIA)                           | 23      |
| Австрия (Ö3 Austria Top 40)                | 42      |
| Бельгия/Фландрия (Ultratip Bubbling Under) | 11      |
| Дания (Tracklisten)                        | 3       |
| Финляндия (Suomen virallinen lista)        | 2       |
| Франция (SNEP)                             | 60      |
| Германия (GfK)                             | 24      |
| Италия (FIMI)                              | 10      |
| Нидерланды (Single Top 100)                | 20      |
| Норвегия (VG-lista)                        | 10      |
| Испания (PROMUSICAE)                       | 1       |
| Швеция (Sverigetopplistan)                 | 37      |
| Швейцария (Schweizer Hitparade)            | 47      |
| Великобритания (OCC UK Singles)            | 42      |
| США (Billboard Mainstream Rock)            | 28      |